# اولریش

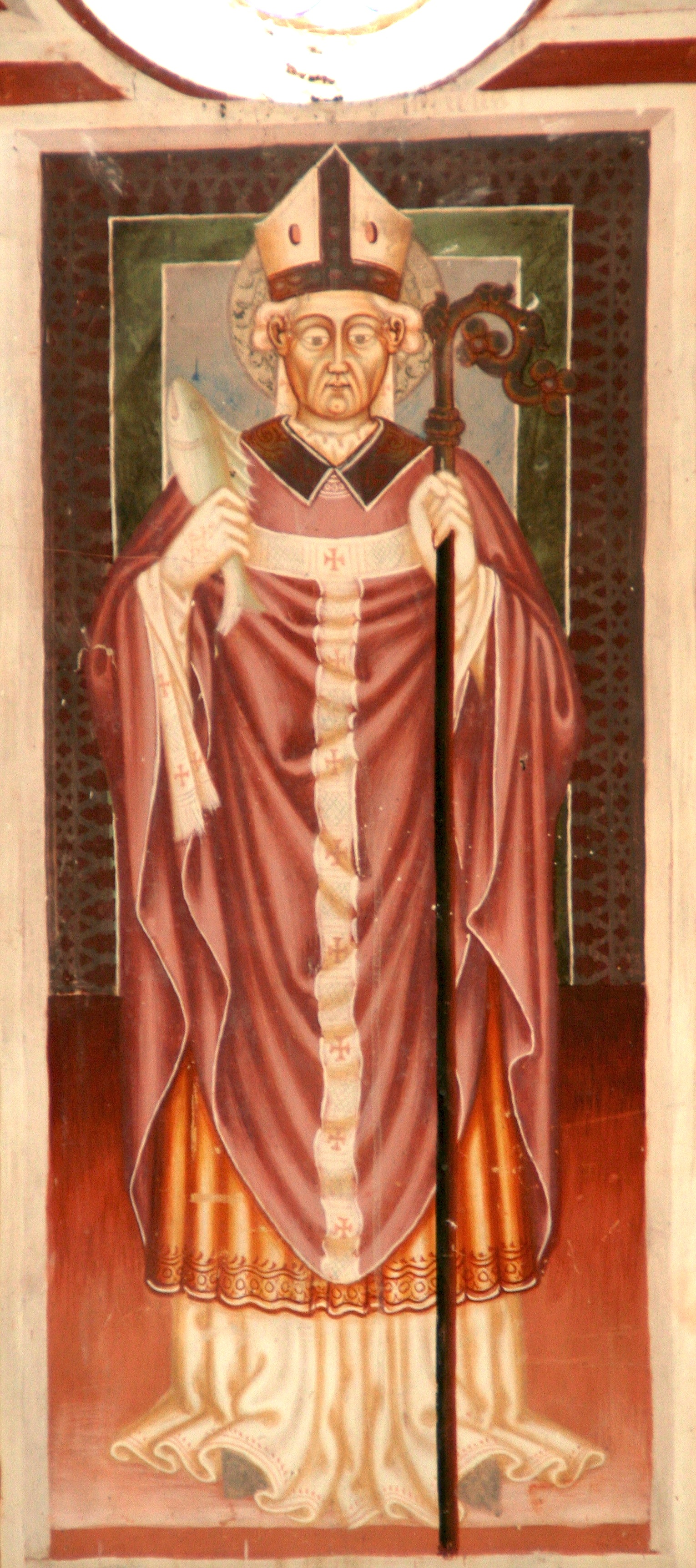
کلیسای سنت آگاتا دیسنتیس

اولریش یا اولریخ (به آلمانی: Ulrich؛ تلفظ آلمانی: [u:lʁi:x]) یک نام مردانهٔ آلمانی است. اولریش ممکن است به یکی از موارد زیر اشاره داشته باشد:

## نام کوچک افراد

### قرون وسطی تا دوران مدرن
- اولریش تسوینگلی (۱۴۸۴–۱۵۳۵) رهبر جنبش اصلاح‌گری دینی اهل سوئیس
- اولریش فن هوتن، (۱۴۸۸ – ۱۵۲۳) راهب، شوالیه، و نویسنده اهل آلمان

### دوران مدرن
- اولریش ماتس (زادهٔ ۱۹۵۹)، بازیگر سینما اهل آلمان
- اولریش موهه (۱۹۵۳ – ۲۰۰۷)، هنرپیشه اهل آلمان
- اولریش نوتن (زادهٔ ۱۹۵۹)، هنرپیشه اهل آلمان
- اولریش سالکو (۱۸۷۷ – ۱۹۴۹)، اسکیت‌باز نمایشی اهل سوئد
- اولریش شناوس (زادهٔ ۱۹۷۷)، آهنگساز اهل آلمان
- اولریش فن ویلامویتس-ملندرف (۱۸۴۸– ۱۹۳۱)، دانشمند اهل آلمان

## نام خانوادگی افراد
- کریستین اولریش (۱۸۳۶ – ۱۹۰۹)، معمار اهل مجارستان
- فرناندو اولریخ (زادهٔ ۱۹۵۲)، کارآفرین، بانکدار، اقتصاددان و مدیر ارشد اجرایی اهل پرتغال
- یان اولریش (زادهٔ ۱۹۷۳)، دوچرخه‌سوار اهل آلمان
- جنیفر اولریش (زادهٔ ۱۹۸۴)، بازیگر اهل آلمان
- لارس اولریش (زادهٔ ۱۹۶۳)، نوازندهٔ اهل دانمارک
- اسکیت اولریش (زادهٔ ۱۹۷۰)، بازیگر اهل ایالات متحدهٔ آمریکا
- توربن اولریک؛ زادهٔ ۱۹۲۸)، تنیس‌باز اهل دانمارک